# Ca l'Estruch
Ca l'Estruch es una antigua fábrica situada en el barrio de La Creu Alta de Sabadell, donde desde 1995 está situada L'Estruch, fábrica de creación de artes escénicas. Dentro de este complejo - propiedad del Ayuntamiento de Sabadell - se encuentra, desde 2016, La Vela, donde se produce y representan espectáculos circenses, gracias a un convenio con la Generalidad de Cataluña.

## El edificio

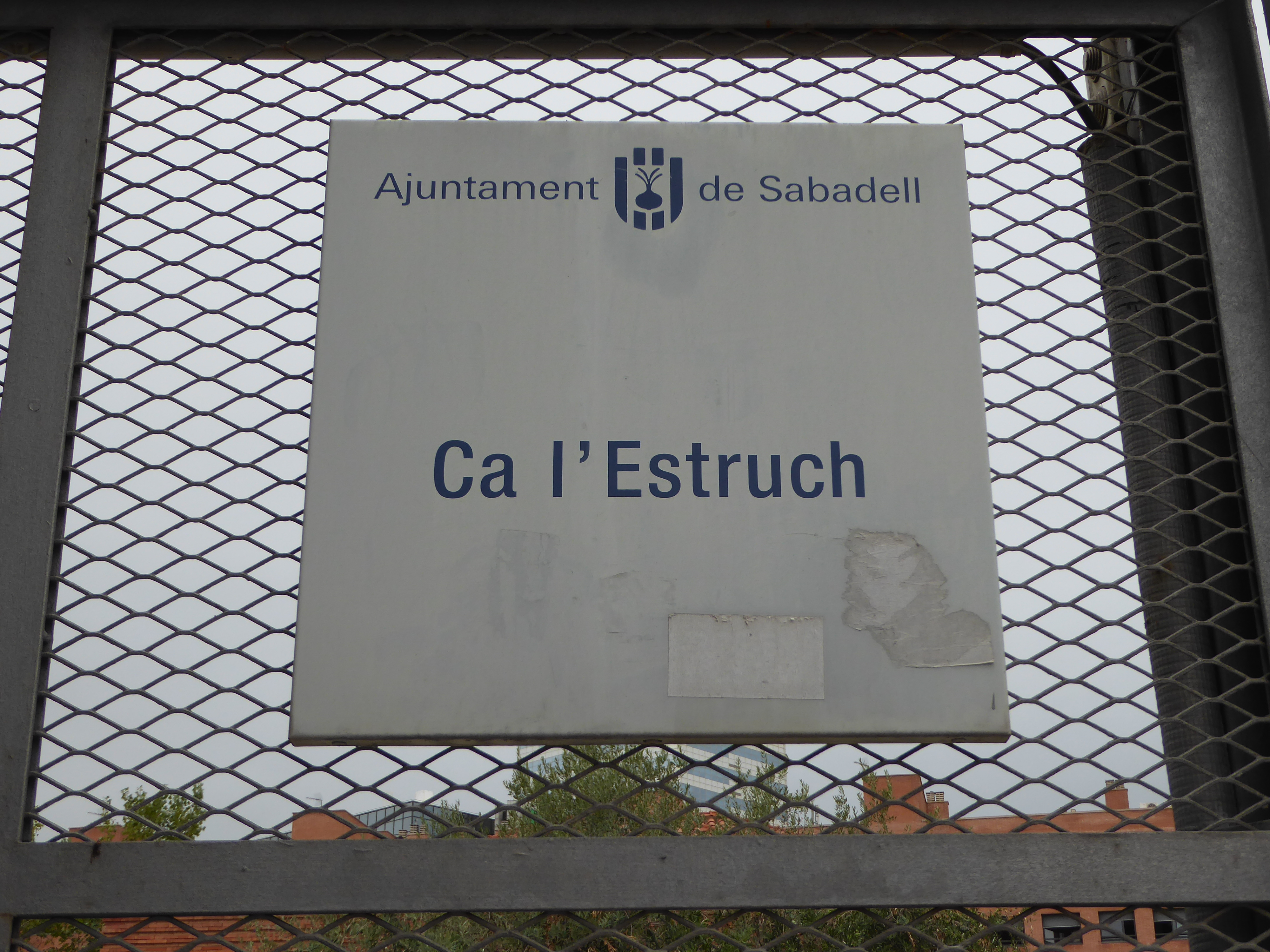
Placa en la puerta de entrada de Ca l'Estruch de Sabadell

El edificio data del año 1896 y se construyó bajo la dirección de Rafael Estany como maestro de obras. Era una fábrica para tintes que estuvo en funcionamiento entre 1896 y 1989.  En 1906 se amplió con una nueva nave. La chimenea, que era la segunda de la fábrica y se construyó en la etapa de la electrificación, se encuentra en la actual plaza de Lluís Casassas y data de 1917-1919. Es obra del ingeniero Miquel Sampere i Oriach y se conserva entera. El edificio es propiedad del Ayuntamiento de Sabadell desde 1991, momento en que fue adquirido por el consistorio. Se restauró a través de la Escuela Taller Vapor Estruch –que dependía del Vapor Llonch – y se inauguró como centro cultural en 1995.

## L’Estruch
L’ Estruch es un centro cultural municipal inaugurado en 1995, que se dedica a la producción, difusión y formación artística contemporánea, centrándose en el teatro, la danza, el circo, la música, la imagen y las artes visuales y performáticas. Cuenta con una sala de exhibición con un aforo de 190 localidades, un espacio expositivo, 7 salas dedicadas a la producción de espectáculos, 1 medialab, 1 sala multimedia, 5 talleres de creación, 3 buques insonorizados de ensayo musical y un gran espacio para la preparación de escenografías y ensayos de gran formato. Dispone además de un espacio relacional que funciona como bar restaurante.
Como centro de producción escénico, se ha especializado en las artes escénicas y acoge a gran parte de las compañías locales que se dedican a estas disciplinas y también a un buen número de colectivos profesionales de danza y circo que provienen de Cataluña, el resto del Estado y el ámbito europeo. En 2013, la media de ocupación de la totalidad de espacios de trabajo rozaba las 14.000 horas anuales, con una media mensual de 30 colectivos y grupos musicales.

### La Vela
La Vela es el espacio dedicado al circo, que fue inaugurado el 16 de abril de 2016 en el recinto de Ca l'Estruch. Mide 12,40 metros de altura, 28 metros de diámetro y 615 metros cuadrados y tiene un aforo de 400 localidades. Es el resultado de un acuerdo del departamento de Cultura con el Ayuntamiento de Sabadell, después de que Villanueva y Geltrú cediera su equipamiento.